# Продакт-плейсмент
Про́дакт-пле́йсмент (англ. product placement, досл.: «размещение продукции») — приём неявной (скрытой) рекламы, заключающийся в том, что реквизит, которым пользуются герои в фильмах, телевизионных передачах, компьютерных играх, музыкальных клипах, книгах, на иллюстрациях и картинах, имеет реальный коммерческий аналог. Может проявляться в демонстрации непосредственно самого́ рекламируемого продукта, его логотипа, а также упоминания продукта в положительном смысле. В профессиональной литературе product placement принято обозначать аббревиатурой PP.
В апреле 2006 года Broadcasting & Cable озвучил статистику, согласно которой две трети рекламодателей используют продакт-плейсмент, 80 % которого приходится на телевизионные программы.
В product placement принято выделять несколько основных составляющих: источник (компания-заказчик), сообщение (подразумеваются типы и виды РР), канал (любой телевизионный продукт), получатель (целевая аудитория выбранного канала).

## История и эволюция

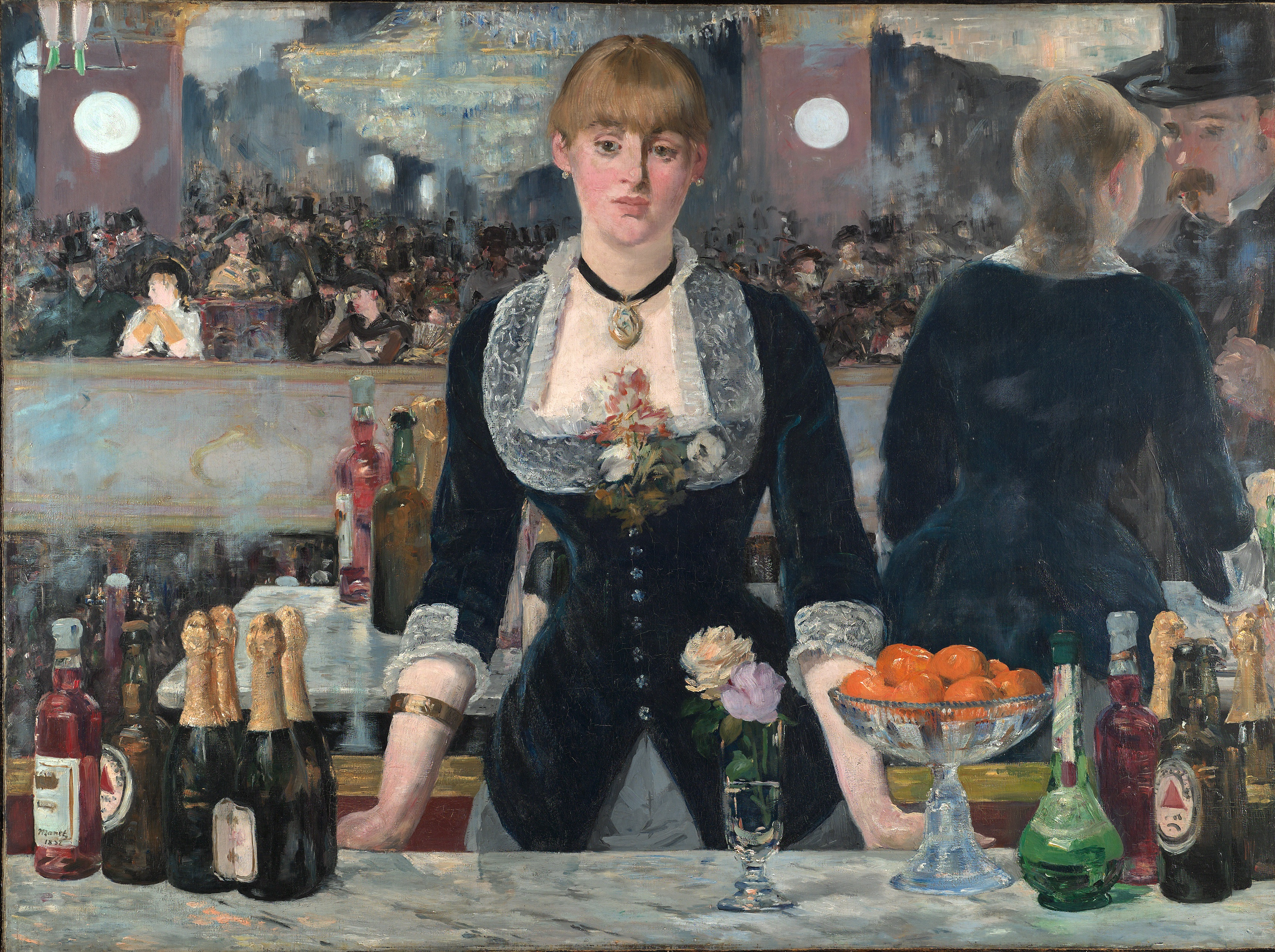
Эдуар Мане. Бар в «Фоли-Бержер»

На известной картине Эдуара Мане «Бар в „Фоли-Бержер“» 1882 года на прилавке находится, среди прочих бутылок, пиво, и, судя по треугольнику на этикетке, это британский светлый эль Bass, производимый крупнейшей в то время пивоваренной компанией. Мотивы Мане неизвестны, возможно, он просто добавил узнаваемые предметы для придания реалистичности работе, но допускается, что он мог и получить какую-то плату за эту деталь картины. Зарегистрированный фирмой товарный знак в виде красного треугольника действует и по сей день, и производитель с гордостью подчёркивает его узнаваемость на картине.
Предпосылки появления product placement в кинематографе можно увидеть уже у братьев Люмьер.
Первоначально продюсеры фильмов (в связи с недостатком средств) просили у производителей различные товары в качестве реквизита для съёмок, при этом осознание того факта, что появление на экране в различных видах их продукции способствовало продажам, повышению статуса товара и т. д., привело к возникновению Product Placement. В последующем это явление превратилось в настоящую индустрию, которая со временем стала технологией, формирующей массовое потребительское поведение. Срок жизни данного вида рекламных кампаний практически неограничен, что фактически приводит к многолетней скрытой рекламе без дополнительных финансовых вложений.
В 1929 году был придуман моряк Попай. История о том, как шпинат волшебным образом увеличивал его силы, привела к росту потребления консервированного шпината на 30 % по всей территории США. Для фирмы Spinach Can (Честер, штат Иллинойс), производителя консервированного шпината, эти мультфильмы оказали существенную поддержку, и Product Placement стал основным рекламоносителем.
Идею Product Placement с успехом продолжил продюсер сериала об агенте 007 Альберт Брокколи, подняв на качественно новый уровень. Начав работу с рекламы водки и автомобилей в «Dr. No» 1962 года, позднее грамотно вписал в фильмы рекламу крупного универсального магазина и молочную компанию, а также массу других брендов. Благодаря проведённой в 1946 году рекламной кампании De Beers под слоганом Diamonds are forever (Бриллианты навсегда) бриллиант стал «традиционным» подарком на помолвку. Слоган этой кампании использовался в качестве названия фильма «Бриллианты навсегда» 1971 года из серии о Джеймсе Бонде. Фильм был частично спонсирован De Beers. РР пронизаны все фильмы про агента 007 Джеймса Бонда, считающиеся классикой применения product placement в кинематографе.
В фильме Клода Лелуша «Мужчина и женщина» 1966 года на протяжении почти всего фильма в кадре присутствует автомобиль Ford Mustang, считается, что это один из самых интересных примеров продакт-плейсмент автомобиля в истории кино. Так, Андрей Кончаловский в книге «Низкие истины» писал: «Общеизвестно, к примеру, что „Мужчина и женщина“ Лелуша сняты как реклама фордовского „мустанга“. Но там речь лишь о машине главного героя, которая как бы часть его самого, его жизнь, его профессия…». Тот же А. С. Кончаловский, который при съёмках фильма «Танго и Кэш» на практике столкнулся с голливудской индустрией РР, отмечал далее: «Право снимать тот или иной объект реквизита должно быть удостоверено. Иногда фирма требует, чтобы за это право ей заплатили. Иногда готова платить сама. Но в любом случае должно быть её согласие. В противном случае на предмете не должна быть видна марка фирмы».
В фильме Стивена Спилберга «Инопланетянин» (E.T.) 1982 года появились сладости Reese’s Pieces от компании Hershey`s. В фильме дети приготовили по своему рецепту «сладкую пиццу», и E.T. перед таким искушением не устоял. После выхода картины в прокат Reese’s Pieces вошли в «меню мечты» американских детей как неизменный атрибут. Продажи производителя взлетели на 65 % (по другим источникам — на 70 %).
Этот просто оглушительный успех подвигнул многие кинокомпании на создание специальных отделов по Product Placement, а производителей брендов — на организацию аналогичных отделов уже у себя. Агентства по новому типу рекламы стали расти как грибы после дождя, сейчас только при Голливуде их более двух сотен. А сам «Инопланетянин» символизирует начало третьего этапа развития Product Placement — этапа, когда он был признан всеми сторонами кинопроцесса: рекламодателями, продюсерами, специалистами по маркетингу и прессой.
Компания, производящая виски «Jack Daniel’s», заплатила более 1 миллиона долларов за сцену в фильме «Основной инстинкт» 1992 года, в которой Ник предлагает Кэтрин выпить виски этого производителя. После этого рекламного хода продажи «Джек Дениэлс» выросли в 5 раз.
Цифровой монтаж и компьютерная графика позволяют для удобства зрителей и раскрутки брендов менять надписи и марки на упаковках продвигаемых товаров (видеовключения), переводить их на разные языки и т. п., так, создатели фильмов прибегают к замене одного продукта РР на другой — в зависимости от специфики страны. При этом зачастую кинопроизводители продают и права на вмонтирование в них понятных брендов локальным зрителям.
В последнее время получило распространение производство короткометражных рекламных фильмов (рекламных онлайн-фильмов), размещаемых в Интернете. Основные отличия этих рекламных фильмов от традиционных рекламных роликов — их большая продолжительность, ограниченный доступ и высочайшее качество рекламного продукта (например, двухминутный рекламный ролик духов «Chanel No. 5» 2004 года по мотивам фильма «Мулен Руж», снятый тем же режиссёром — Базом Лурманом).
Реже встречается «обратный product placement» (reverse product placement) — вхождение вымышленного бренда из художественного произведения в реальную жизнь. Например, на американском рынке в 2007 году появилось вино «Рататуй 2004 года». Этот винный бренд назвали в честь крысёнка Реми из мультфильма «Рататуй».

## Законодательное регулирование
В России, в соответствии с Федеральным законом «О рекламе» (ст. 2, п. 9), продакт-плейсмент не рассматривается в качестве рекламы:

Настоящий Федеральный закон не распространяется на… упоминания о товаре, средствах его индивидуализации, об изготовителе или о продавце товара, которые органично интегрированы в произведения науки, литературы или искусства и сами по себе не являются сведениями рекламного характера.
Таким образом, данный маркетинговый инструмент в Российской Федерации не рассматривается в качестве рекламы. Существуют мнения о том, что оплачивание РР рекламной компанией порой оформляется как спонсорская поддержка.
С другой стороны, в ст. 5 п. 9 указанного закона предусматривается, что: «не допускаются использование в радио-, теле-, видео-, аудио- и кинопродукции или в другой продукции распространение скрытой рекламы, то есть рекламы, которая оказывает не осознаваемое потребителями рекламы воздействие на их сознание, в том числе такое воздействие путем использования специальных видеовставок (двойной звукозаписи) и иными способами».
Однако РР в большинстве случаев представляет собой именно осознаваемое воздействие на потенциальных потребителей.
Законодательство РФ не запрещает product placement алкогольной продукции, в силу этого обстоятельства данный маркетинговый инструмент представляется особенно привлекательным для производителей. Если же программы с отображением алкоголя, пива и табака появляются в «детское» время, то есть до 22:00, то они нарушают закон, запрещающий рекламу алкоголя и табака.
Больше всего в попытке урегулировать практику product placement на телевидении преуспели страны Европейского союза. Директива «Телевидение без границ» запрещает его в детских и документальных программах, новостях. В декабре 2006 года правительствам стран — членов Европейского союза и Европейскому парламенту удалось прийти к соглашению в этой области. Впрочем, директива носит рекомендательный характер, а не обязательное к исполнению предписание, и это предоставит правительствам стран — членов ЕС некоторое поле для манёвра в том, какие именно положения впоследствии будут включены в национальное законодательство. Американское же законодательство более лояльно к кинопродюсерам.

## Продакт-плейсмент в России

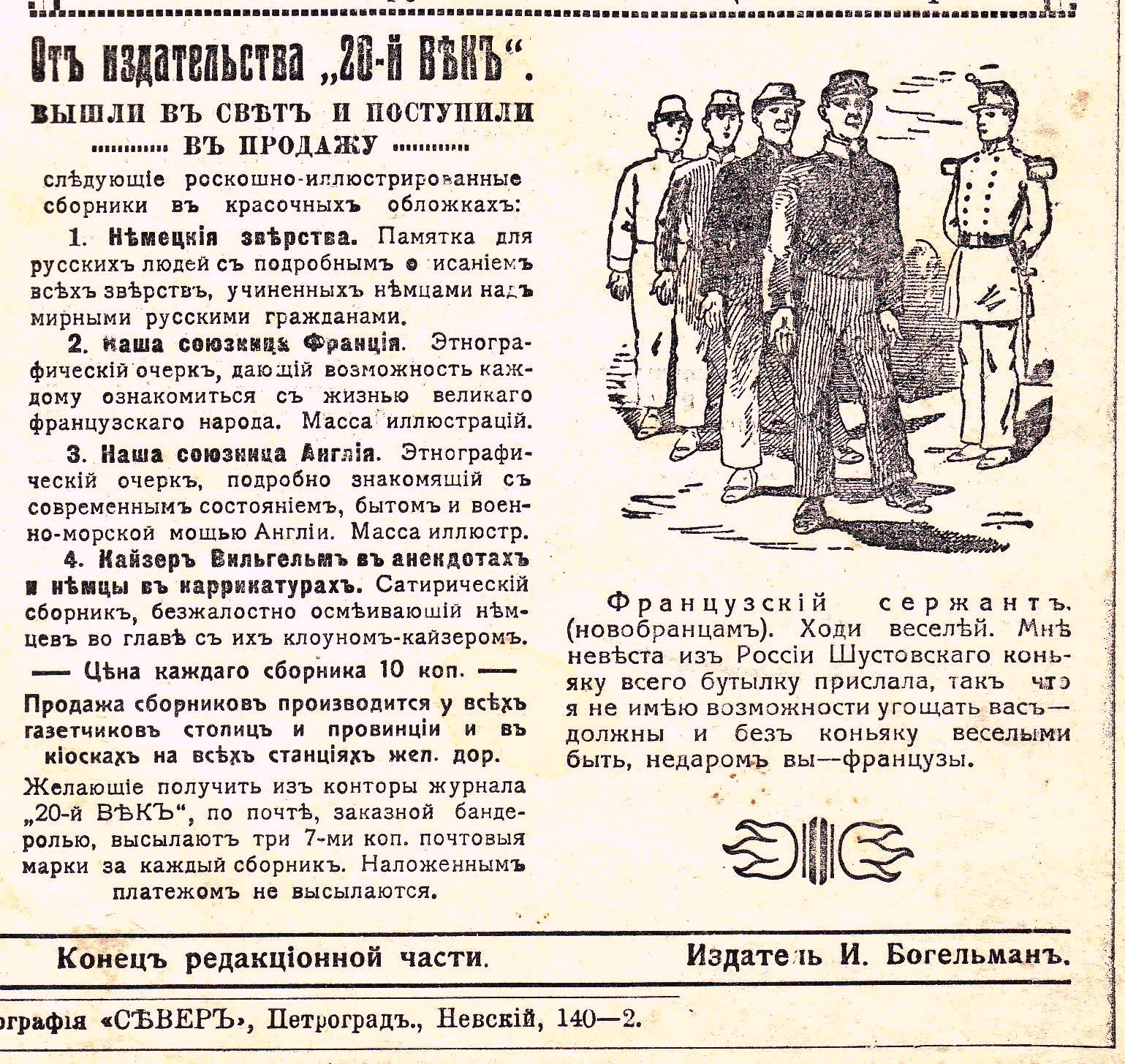
«Скрытая» реклама коньяка Шустова во время Первой мировой войны, 1914

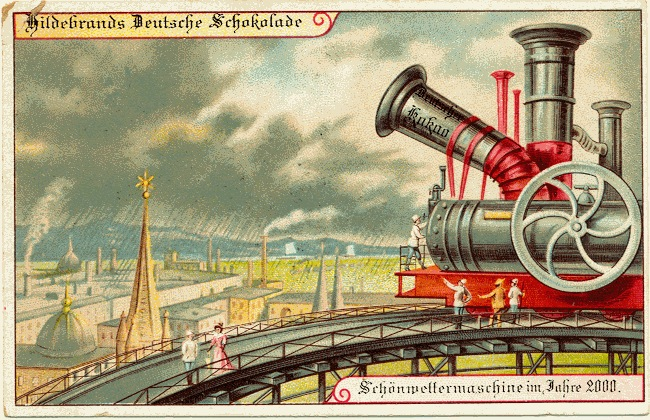
Продакт-плейсмент фирмы Гильдебранд (на тучеразгонителе) на карточке 1900 года из цикла «Германия в XXI веке»

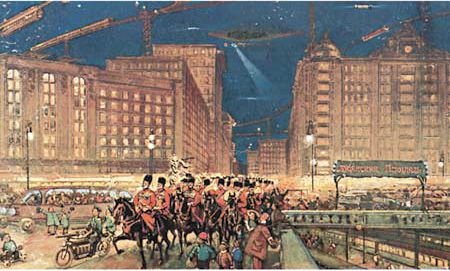
Продакт-плейсмент фирмы Эйнем (дирижабль) на открытке 1914 года из цикла «Москва в XXIII веке»

В России героев того или иного русскоязычного фильма или телесериала часто заставляют произносить слоганы рекламируемого товара, а товар или бренд обычно показывается крупным планом.
В апреле 2010 года Управление Федеральной антимонопольной службы (ФАС) по Татарстану приняло решение оштрафовать телекомпанию ТНТ на 200 тысяч рублей за показ скрытой рекламы приставки Nintendo Wii в реалити-шоу «Дом-2». После этого инцидента ФАС впервые признала, что продакт-плейсмент является рекламой, однако предписание ФАС было отменено в судебном порядке с формулировкой «из имеющихся в материалах дела доказательств невозможно сделать однозначный вывод о нарушении обществом законодательства о рекламе, так как определить время начала и продолжительность рекламного эпизода, осуществить квалификацию соответствующего эпизода телепередачи в качестве „скрытой рекламы“ не представляется возможным».

## Описания в литературе
- Технология продакт-плейсмента описана в рассказе О. Генри «Среди текста» («Next to Reading Matter») из сборника «Дороги судьбы», 1909 г. Его герой пытается продать литератору мелодраматический сюжет, якобы взятый из собственной жизни, а в конце концов оказывается, «что это просто-напросто коммерческая пилюля, обсыпанная сахарной пудрой беллетристики».
- «Американский рассказ» Тэффи представляет собой пародию на скрытую рекламу, с доведённой до абсурда плотностью собственно рекламы:

Покупайте только лососину Бэка. (Рассказ Джона Смита, желающего жениться на вдове, средних лет, со средствами.) Дочь миллиардера Кенни встала очень рано. Сделала она это по совету известного врача Смоля, живущего на 16 авеню, в доме № 3, принимающего ежедневно, от 2-х до 6-ти вечера, по одному доллару за совет. Мисс Кенни нажала кнопку электрического звонка, купленного на 8 авеню, № 16, дёшево, вне конкуренции, и сказала прибежавшей на её зов горничной, нанятой в «бюро честных служанок», где можно всегда достать хорошую прислугу, с рекомендациями и залогом…
- Одно из самых первых упоминаний скрытой рекламы в советской литературе появилось в романе-сказке «Незнайка на Луне» Николая Носова (1965) при описании газеты, издававшейся миллионером Спрутсом:

Газета нужна была ему не для прибыли, а для того, чтобы беспрепятственно рекламировать свои товары. Осуществлялась эта реклама с большой хитростью. А именно: в газете часто печатались так называемые художественные рассказы, причем если герои рассказа садились пить чай, то автор обязательно упоминал, что чай пили с сахаром, который производился на спрутсовских сахарных заводах. Хозяйка, разливая чай, обязательно говорила, что сахар она всегда покупает спрутсовский, потому что он очень сладкий и питательный. Если автор рассказа описывал внешность героя, то всегда, как бы невзначай, упоминал, что пиджак его был куплен лет десять-пятнадцать назад, но выглядел как новенький, потому что был сшит из ткани, выпущенной Спрутсовской мануфактурой. Все положительные герои, то есть все хорошие, богатые, состоятельные или так называемые респектабельные коротышки, в этих рассказах обязательно покупали ткани, выпущенные Спрутсовской фабрикой, и пили чай со спрутсовским сахаром. В этом и заключался секрет их преуспевания…